# Sebastian Carl Christoph Reinhardt

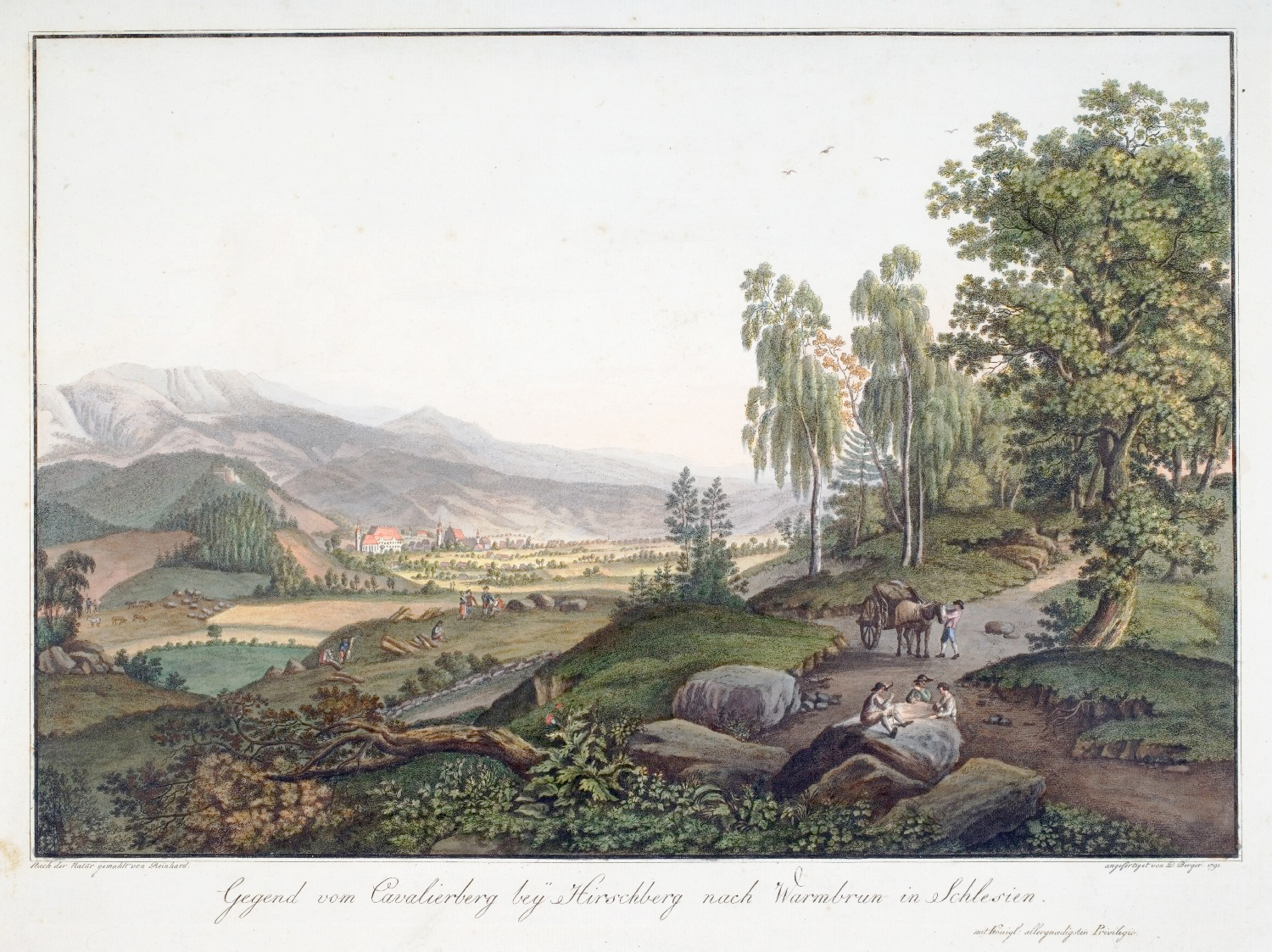
Widok z Kavalierberg na Cieplice Śląskie-Zdrój, 1793, miedzioryt Daniela Bergera na podstawie obrazu pędzla Reinhardta

Sebastian Carl Christoph Reinhardt (ur. 13 grudnia 1738 w Ortenburgu w Dolnej Bawarii, zm. 30 maja 1827 w Jeleniej Górze) – niemiecki malarz, specjalizujący się w pejzażach.
Syn pastora, w 1744 r. przeprowadził się wraz z rodzicami z rodzinnej miejscowości do Ratyzbony, gdzie uczęszczał do gimnazjum. Od 1760 r. studiował sztuki piękne w brunszwickim Collegium Carolinum, a później m.in. w Holandii. Po studiach i podróżach studyjnych namalował serię pejzaży okolic Poczdamu, co zapewniło mu uznanie. Od 1788 r. był członkiem Königlich-Preussische Akademie der Künste und mechanischen Wissenschaften w Berlinie, z namowy której osiedlił się w 1789 r. w Jeleniej Górze, by odpłatnie wykonywać corocznie dwa pejzaże Karkonoszy lub Kotliny Jeleniogórskiej dla akademii (Łukaszewicz podaje, że dla króla pruskiego). Dla tego klienta namalował ich nie mniej niż 60. Z pejzaży tych sporządzano w Berlinie miedzioryty, a z nich odbitki, sprzedawane różnym kolekcjonerom, nabył je m.in. późniejszy prezydent USA John Quincy Adams w czasie wizyty w pracowni artysty w 1800 r. Ponadto liczne obrazy Reinhardta zakupił do swej rezydencji w zamku Książ hrabia Hans Heinrich VI von Hochberg. Artysta był aktywny zawodowo do ataku apopleksji w 1825 r.
Po osiedleniu się w Jeleniej Górze ożenił się w 1791 r. z Johanną Margaretą Brückner, owdowiał w 1811 r. Mieli syna zmarłego w niemowlęctwie.
Pochowany na cmentarzu przy luterańskim kościele Łaski w Jeleniej Górze, grób nie zachował się.
Wykonana dla berlińskiej akademii kolekcja pejzaży Reinhardta została w 1823 r. przekazana pruskiemu dworowi królewskiemu i następnie poszczególne obrazy trafiły do różnych pałaców władcy, w tym w Berlinie i Królewcu. Większość oryginałów dzieł artysty nie zachowała się, jednak trzy obrazy są w kolekcji Muzeum Narodowego we Wrocławiu, pięć w muzeum w Wałbrzychu, a dziewięć w Niemczech. Liczniejsze są wykonane z jego obrazów miedzioryty i akwaforty, obecne m.in. w zbiorach jeleniogórskiego Muzeum Karkonoskiego.